# Голдстон (Північна Кароліна)
Голдстон (англ. Goldston) — місто (англ. town) в США, в окрузі Четем штату Північна Кароліна. Населення — 234 особи (2020).

## Географія
Голдстон розташований за координатами 35°35′41″ пн. ш. 79°19′50″ зх. д. / 35.59472° пн. ш. 79.33056° зх. д. (35.594857, -79.330609).  За даними Бюро перепису населення США в 2010 році місто мало площу 2,05 км², з яких 2,04 км² — суходіл та 0,01 км² — водойми.

## Демографія
Згідно з переписом 2010 року, у місті мешкало 268 осіб у 121 домогосподарстві у складі 76 родин. Густота населення становила 131 особа/км².  Було 144 помешкання (70/км²).
Расовий склад населення:
| - 91,4 % — білих - 5,6 % — чорних або афроамериканців - 0,4 % — азіатів |

До двох чи більше рас належало 2,2 %. Частка іспаномовних становила 3,4 % від усіх жителів.
За віковим діапазоном населення розподілялося таким чином: 17,9 % — особи молодші 18 років, 62,3 % — особи у віці 18—64 років, 19,8 % — особи у віці 65 років та старші. Медіана віку мешканця становила 49,0 року. На 100 осіб жіночої статі у місті припадало 82,3 чоловіків;  на 100 жінок у віці від 18 років та старших — 80,3 чоловіків також старших 18 років.
Середній дохід на одне домашнє господарство  становив 47 947 доларів США (медіана — 39 063), а середній дохід на одну сім'ю — 63 574 долари (медіана — 69 375). За межею бідності перебувало 16,5 % осіб, у тому числі 20,9 % дітей у віці до 18 років та 4,7 % осіб у віці 65 років та старших.
Цивільне працевлаштоване населення становило 114 осіб. Основні галузі зайнятості: освіта, охорона здоров'я та соціальна допомога — 25,4 %, будівництво — 24,6 %, публічна адміністрація — 14,0 %, виробництво — 8,8 %.